# Tubo Fernández
Jorge Luis “Tubo” Fernández Pérez (Buenos Aires, Argentina, 8 de marzo de 1959) es un exfutbolista argentino. La mayor parte de su carrera la vivió en España. Fue un guardameta moderno en su época, que llegó a conquistar a la grada del Cádiz Club de Fútbol.

## Trayectoria
Su primer equipo fue el Deportivo Español, un club fundado por los inmigrantes españoles que llegaron a Argentina y que en aquel entonces llegó a jugar en la Primera División de Argentina. También jugó en Vélez Sarsfield, donde coincidió con Alfio Basile como entrenador, en Ferrocarril Oeste y en Banfield. Fue internacional sub 20 con Argentina bajo las órdenes de César Luis Menotti y compartiendo vestuario con jugadores legendarios como Ramón Angel Díaz, Ricardo Alberto Gareca, Nestor Adrián Domenech,Juan Ernesto Simón, el Paton Edgardo Báuza, Alejandro Esteban Barberón, los hermanos Hugo Cesar y Abel Anibal Alves entre otros. 
Después dio el salto a España. Su primer equipo fue el Real Murcia con el que jugó todos los encuentros. En aquella época era muy difícil jugar en España, porque los equipos sólo podían tener dos jugadores extranjeros. Su segundo equipo en la liga española fue la UE Lleida donde coincidió con Mané de entrenador y jugadores como Emilio Amavisca. Ese año el guardameta marcó siete goles de penalti en Liga y jugó todos los partidos (Liga y Copa del Rey)
A continuación firmó contrato por 3 años con el Cádiz CF donde se ganó la confianza de la afición gaditana parando 4 penaltis en la final del Trofeo Carranza ante el Palmeiras de Roberto Carlos, Mazinho y Edmundo. De ahí la invención de la mítica frase: ¡BIEN "TUBO" BIEN PISHAAA!
Finalizado el contrato con el Cádiz, iba a fichar por el Club Deportivo Badajoz, pero sufrió hepatitis, por lo que tuvo que estar un año en blanco. Si a esto le unes que ya tenía 35 años, pues ya no pudo volver al fútbol profesional. Jugó en equipos de la Región de Murcia, como el Águilas Club de Fútbol o el Cartagena Fútbol Club.

## Trayectoria como entrenador de porteros
- Entrenador de Porteros en LaLiga de España 1ra y 2da División (10 años)
- Albacete (98-01)
- Ciudad de Murcia (01-03),
- Real Murcia (2003-06),
- Atlético Ciudad de Murcia (2009-2010),
- Sólo porteros: (6 años)
- Entrenador de Porteros en Futbol Emotion (Campus de Verano y Clínicas)
- Star Academy FC

Goalkeeper Coach. CA, USA (3 años) 2015-2018. 
- De Anza Force SC (2,5 años) California.
- NorCal Premier Soccer

(Federación de Soccer de California Norte)
Goalkeeping Director of PDP-Player Development Program (2015-2023)
- San Jose Earthquakes Boys Academy Goalkeeping Director (2020-2023)
- Entrenador de porteros en Quakes2-2do equipo

(2020-23)
MLS Next Pro. 
- Entrenador de porteros del 1er equipo San Jose Earhquakes MLS-Mayor League Soccer (2022-23)
- Campus y Clinic en España, Argentina, USA,Mexico, Israel y Qatar.

## Clubes
| Club                       | País      | Año       |
| -------------------------- | --------- | --------- |
| Deportivo Español          | Argentina | 1978-1983 |
| Vélez Sarsfield            | Argentina | 1984-1985 |
| Cipolletti                 | Argentina | 1986      |
| Ferro Carril Oeste         | Argentina | 1987      |
| Vélez Sarsfield            | Argentina | 1988      |
| Albacete Balompié          | España    | 1989      |
| Real Murcia Club de Fútbol | España    | 1990      |
| UE Lleida                  | España    | 1991      |
| Cádiz Club de Fútbol       | España    | 1992      |
| Cádiz Club de Fútbol       | España    | 1993      |
| Águilas Club de Fútbol     | España    | 1994      |
| Fútbol Club Cartagena      | España    | 1995      |
| Club Olímpico de Totana    | España    | 1996      |